# Маназ
Маназ (на албански: Manëz) e град в Албания. Населението му е 6652 жители (2011 г.). Намира се в часова зона UTC+1. Пощенският му код е 2011, а телефонния 0572. МПС кодът му е DR.